# Jee Yong-ju
Jee Yong-ju (em hangul: 지용주, em hanja: 地龍珠; Wonju, 19 de dezembro de 1948 – 25 de agosto de 1985) foi um pugilista amador sul-coreano, medalhista de prata nos Jogos Olímpicos de 1968, realizados na Cidade do México. Ele também foi campeão dos Jogos Asiáticos.
Yong-ju participou de uma única edição dos Jogos Olímpicos, realizada na Cidade do México, onde ele ganhou a medalha de prata ao triunfar sobre seus adversários até a decisão, quando foi derrotado pelo venezuelano Francisco Rodríguez. Essa conquistou foi considerada uma surpresa. Dois anos depois, venceu a categoria peso mosca dos Jogos Asiáticos. Após sua aposentadoria, trabalhou como treinador por um curto período. Yong-ju faleceu de hemorragia após ser vítima de um esfaqueamento em 1985, uma estátua em sua homenagem foi erguida na sua cidade natal.

## Carreira

### Jogos olímpicos
Yong-ju representou seu país nos Jogos Olímpicos de Verão de 1968, realizado na Cidade do México. Estreou-se na categoria peso mosca-ligeiro, vencendo o ugandense Douglas Ogada por nocaute técnico. Na sequência, eliminou o soviético Viktor Zaporozhets por decisão dos juízes, bem como nas fases seguintes quando venceu o mexicano Alberto Morales e o polonês Hubert Skrzypczak; contudo, ele não conseguiu triunfar na decisão e terminou sendo derrotado para o venezuelano Francisco Rodríguez, que conquistou a medalha de ouro.
| Pugilista   | Placar | Adversário          | Ref.        |
| ----------- | ------ | ------------------- | ----------- |
| Jee Yong-ju | TKO    | Douglas Ogada       | [ 1 ]       |
| Jee Yong-ju | 3-2    | Viktor Zaporozhets  | [ 1 ] [ 3 ] |
| Jee Yong-ju | 3-2    | Alberto Morales     | [ 1 ] [ 4 ] |
| Jee Yong-ju | 4-1    | Hubert Skrzypczak   | [ 1 ] [ 5 ] |
| Jee Yong-ju | 2-3    | Francisco Rodríguez | [ 1 ] [ 6 ] |

### Jogos Asiáticos
Nos Jogos Asiáticos de 1970, Yong-ju venceu o japonês Miyoji Tateyama na categoria até 51 kg e conquistou a medalha de ouro.

## Legado e morte
A conquista olímpica de Yong-ju foi considerada uma surpresa, sua reputação foi reforçada com a vitória nos Jogos Asiáticos de 1970. Apesar disso, aposentou-se seis anos depois e assumiu o cargo de técnico da equipe nacional por um breve período.
Em agosto de 1985, Yong-ju se envolveu numa briga com seu vizinho e foi esfaqueado. Ele faleceu de hemorragia interna cinco dias após o incidente. Em sua homenagem, uma estátua foi erguida no parque de esportes em Wonju.